# Second Sight (film 1914)
Second Sight è un cortometraggio muto del 1914 diretto da Ned Finley.

## Produzione
Il film fu prodotto dalla Vitagraph Company of America.

## Distribuzione
Distribuito dalla General Film Company, il film - un cortometraggio in una bobina - uscì nelle sale cinematografiche statunitensi il 5 agosto 1914.